# Купол Трёх Озёр
Купол Трёх Озёр — одна из вершин Северо-Чуйского хребта. Абсолютная высота — 3556 м. Вершина входит в структуру горного узла Биш-Иирду.
Начиная с высоты 3000 м Купол Трёх Озёр покрывает Водопадный ледник. Непосредственно на вершине льда нет, она сложена камнями со следами интенсивного выветривания.
Несмотря на значительную высоту, вершина является относительно несложной для восхождения и не требует какой-либо специальной подготовки. Классификация наиболее доступного маршрута по кулуару от морены ледника Малый Актуру — 1Б. Существуют более сложные (ледовые) маршруты на Купол Трёх Озёр. Ледник Водопадный, в отличие от других ледников этого горного района, практически не имеет опасных трещин, что позволяет передвигаться по нему относительно безопасно. Вместе с тем, следует помнить о необходимости соблюдения мер предосторожности как при движении по кулуару, так и по леднику. В целях обеспечения безопасности необходимо использование касок, а при передвижении по леднику — кошек и, в необходимых случаях, другого снаряжения. 
Гора находится рядом с альплагерем Актру, поэтому популярна среди альпинистов. Горные туристы также сравнительно часто включают восхождение на вершину (в том числе сквозное) в свои маршруты. На плато под ледником (высота около 3000 м) находится домик гляциологов.
Высота места расположения (3000-3500 м) и характер ледника позволяют кататься по нему на горных лыжах и сноубордах круглый год.
С вершины открывается великолепный вид на Курайский и Южно-Чуйский хребты, Курайскую степь, вершины Актру-Баш, Кзылташ, Кара-Таш, Снежная, Джело, Тюте, ледники горного узла Биш-Иирду, а также на живописные озёра, расположенные в долине реки Тюте. В ясную солнечную погоду с вершины Купол Трёх Озёр видна высшая точка Сибири — гора Белуха (расстояние до неё — 90 км).

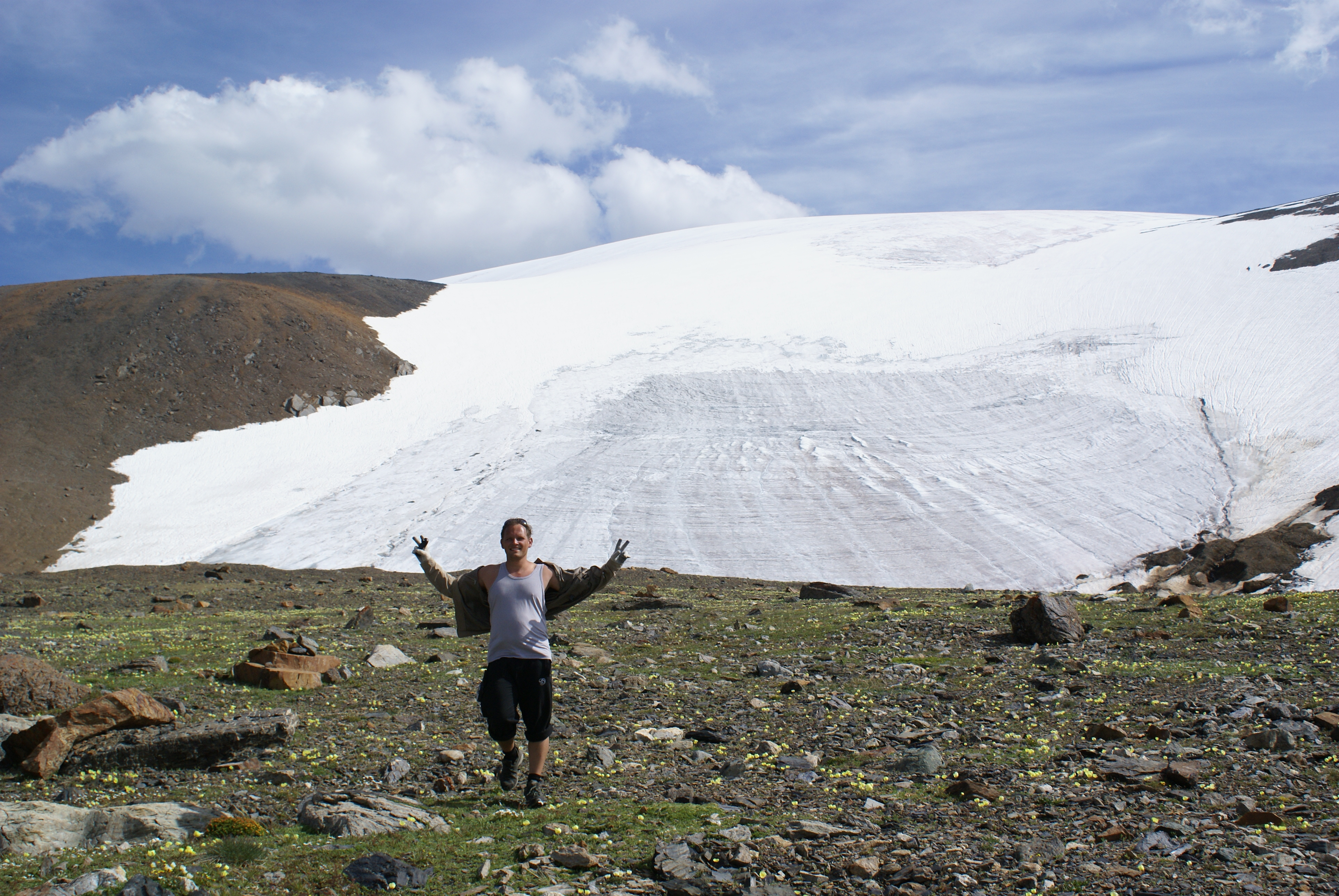
У подножия ледника Водопадный.
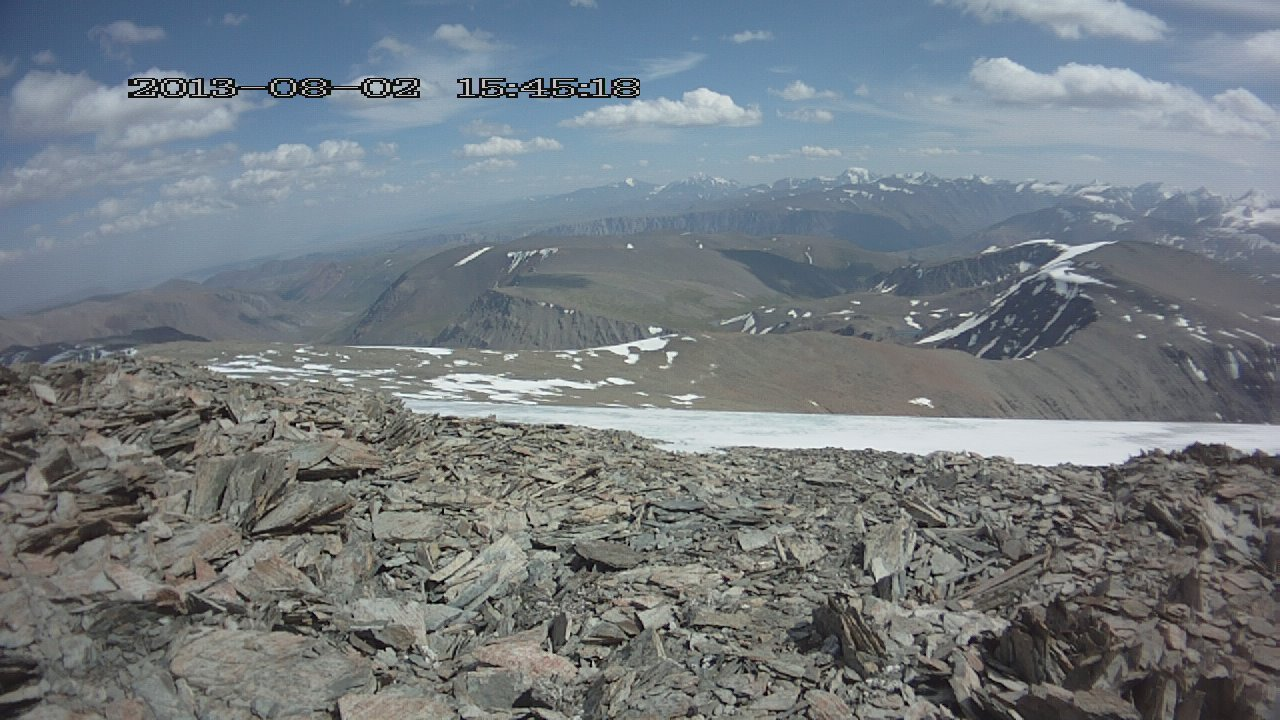
Вершина Купол Трех Озёр
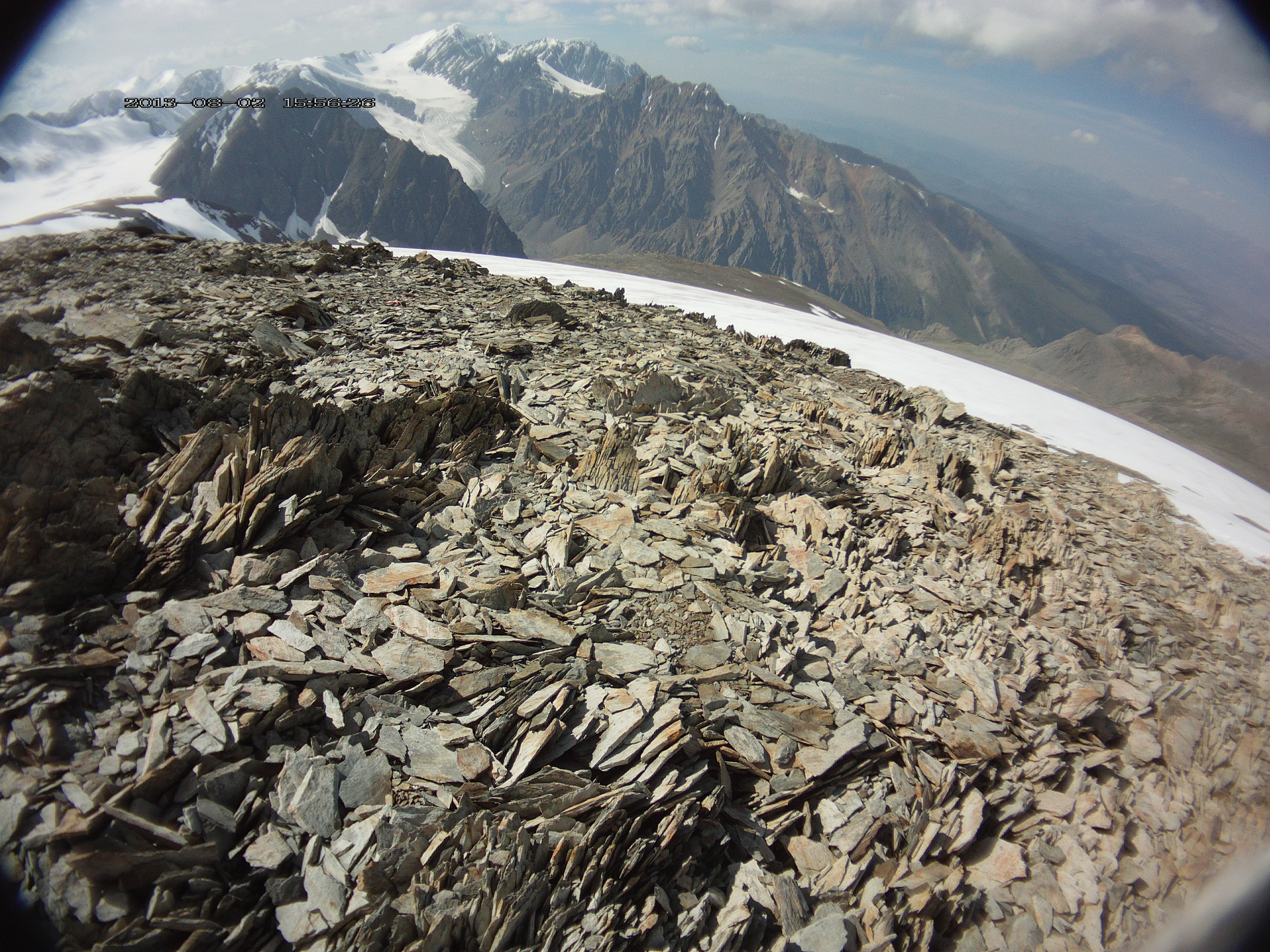
Вершина Купол Трех Озёр